# Cala de Giverola
La cala de Giverola, o cala Giverola, és una cala de la Costa Brava, al municipi de Tossa de Mar (Selva), oberta entre el cap de Pola, a ponent, i el cap des Pentiner, a llevant. Al seu interior hi ha la punta de s'Aguilera, a ponent, i la punta de Giverola, a llevant, així com la cala des Bordims i les platges de Giverola i Racó de Llevant de Giverola. La seva costa és un tram rocallós, amb penya-segats.
La cala Giverola únicament rep les aigües d'escorrentia de la zona que recull el torrent de Giverola, que solament aboca en condicions de pluges fortes.